# München-Giesing (stacja kolejowa)
München-Giesing – stacja kolejowa w dzielnicy Obergiesing Monachium, w kraju związkowym Bawaria, w Niemczech. Znajdują się tu 2 perony. Znajduje się tu również stacja metra.